# Zeta (операционная система)
Zeta — операционная система, являвшаяся развитием операционной системы BeOS R5.1d0 (рабочее название Dano/Dan0).
После банкротства Be Inc. дальнейшую разработку ОС продолжила немецкая компания yellowTab (не имея на то юридических прав), но в середине 2006 года и последнюю постиг финансовый кризис, в результате чего Zeta была перекуплена компанией-производителем компьютерных игр Magnussoft, которая обещала продолжить разработку данной операционной системы.
Основное отличие Dano от BeOS R5 — сетевой стек Bone, встроенный в ядро (в BeOS R5 сеть была реализована в виде сервера операционной системы). Кроме того, поддерживается изменение вида окон на уровне системы («скины»). yellowTab решила не нарушать совместимость с предыдущими версиями BeOS, что ей отчасти удалось, но обратной совместимости нет: программы созданные для Zeta не исполняются под BeOS.
26 марта 2006 года Magnussoft объявила о прекращении разработки Zeta из-за недостаточного объёма продаж, которые оказались намного ниже ожиданий. 16 марта 2007 года финансирование проекта ZetaOS было прекращено.
2 апреля 2007 года руководитель команды по разработке Zeta Бернд Корц объявил, что разработка ОС прекращена.
4 апреля Давид Шлезингер, директор по open source в компании Access Co., Ltd., имеющей права на код BeOS, объявил, что, насколько ему известно, лицензионное соглашение, позволяющее yellowTab легально разрабатывать и распространять ОС на основе оригинального кода BeOS, никогда не заключалось. По его словам, Zeta является нелегальным продуктом. В ответ на данные обвинения 5 апреля 2007 компания Magnussoft остановила продажу Zeta.